# Carlos Véjar Cervantes
Carlos Véjar Cervantes ( Colima, México, 28 de diciembre de 1906 - Ciudad de México, 27 de septiembre de 1996 ) fue un director, productor, editor, argumentista y guionista cinematográfico mexicano.

## Biografía
En 1925 viajó a San Francisco, California, Estados Unidos, donde trabajó como dibujante para empresas litográficas y para la compañía Walt Disney, y realizó diversos trabajos de ilustración para empresas publicitarias.
De regreso a México, inició su actividad en el cine como rotulista y titulador, en películas tales como La calandria (Dir. Fernando de Fuentes, 1933), El tigre de Yautepec (Dir. Fernando de Fuentes, 1933), Sagrario (Dir. Ramón Peón, 1933) y La sangre manda (Dir. José Bohr, 1934). En 1934, participó como actor en la película, Almas encontradas (Dir. Raphael J. Sevilla, 1933). Mientras que en 1937 editó Alma jarocha de Antonio Helú.
Carlos Véjar realizó su primer largometraje en 1938, Rosa de Xochimilco. Siguieron Aventurero del mar (1939), misma que también produjo y Las Aventuras de , esta última filmada en color, y por la cual enfrentó una demanda interpuesta por Walt Disney —por la inclusión de Pinocho—. La desavenencia fue superada con un arreglo que consistió en aclarar en los carteles publicitarios que, la utilización del nombre del personaje en el título de la película, era cortesía del demandante.
Otras de sus películas, en las que Véjar Cervantes también fue productor fueron Dos tenorios de barrio (1948) y Pasión jarocha (1949). Otras de las películas que realizó fueron Los hijos de nadie (1952), El corazón y la espada (1953) y Solamente una vez (1953). Cabe resaltar que fue el autor de los guiones y/o argumentos de la mayoría de las películas que dirigió.
Filmó la primera película de Clavillazo (Antonio Espino y Mora) Monte de Piedad, trabajo con actores y compositores de renombre entre los que destacan Miroslava y Chucho Monge
Su hermano menor ,Sergio Véjar, también fue cineasta

## Películas
1. Rosa de Xochimilco (Dir. Carlos Véjar hijo, 1938). Guion: Carlos Véjar hijo, s/argumento de José Antonio Loera.

1. Aventurero del mar / Almas en el trópico (Dir. Carlos Véjar hijo, 1939). Guion: J. Rafael Véjar, s/argumento de Carlos Véjar hijo.

1. Aventuras de Cucuruchito y Pinochon Archivado el 25 de abril de 2021 en Wayback Machine. (Dir. Carlos Véjar hijo, 1942). Guion: Carlos Véjar hijo, s/cuento de Salvador Bartolozzi, Magda Donato.

1. Palillo Vargas Heredia / Olé mi sangre torera (Dir. Carlos Véjar hijo, 1943). Guion: Carlos Véjar hijo, s/argumento de Francisco Iracheta.

1. Dos tenorios de barrio (Dir. Carlos Véjar hijo, 1948). Guion: Carlos Véjar hijo.

1. Pasión jarocha (Dir. Carlos Véjar hijo, 1949). Guion: Carlos Véjar hijo, s/argumento de José Gutiérrez Zamora.

1. Monte de piedad (Dir. Carlos Véjar hijo, 1950). Guion: Carlos Véjar hijo, s/argumento de Luis Massieu Helguera, Jorge Stahl hijo.

1. Tres hombres en mi vida (Dir. Carlos Véjar hijo, 1951). Guion: Carlos Véjar hijo. Diálogos adicionales: Edmundo Báez.

1. Mi novio es un salvaje (Dir. Carlos Véjar hijo, 1953). Guion: Carlos Véjar hijo, s/argumento de Javier Sierra.

1. Furia Roja (1950) EE. UU. México. Codirigida con Steve Sekely, Victor Urrucha y Carlos Véjar Jr.)

1. El corazón y la espada / Sword of Granada / La Spada di Granada (Dir. Carlos Véjar hijo y Edward Dein, -tercera dimensión, 1953)

1. Solamente una vez (Carlos Véjar hijo, 1953) Guion: Antonio Helú, Rafael M.Saavedra

1. El Cristo Negro (Carlos Véjar hijo y José Baviera, 1955)

1. Los hijos de nadie / Dos caminos, (Carlos Véjar Jr.,1952) Guion: Carlos Villatoro

## Cortometrajes
1. Alegría mexicana
2. Cholula, la ciudad de los templos;
3. La catedral de México
4. Churubusco, remanso colonial
5. La Basílica de Guadalupe
6. Taxco (color)
7. Un pueblo en lucha (inglés-español)
8. San Luis Potosí